# Honor Swinton Byrne

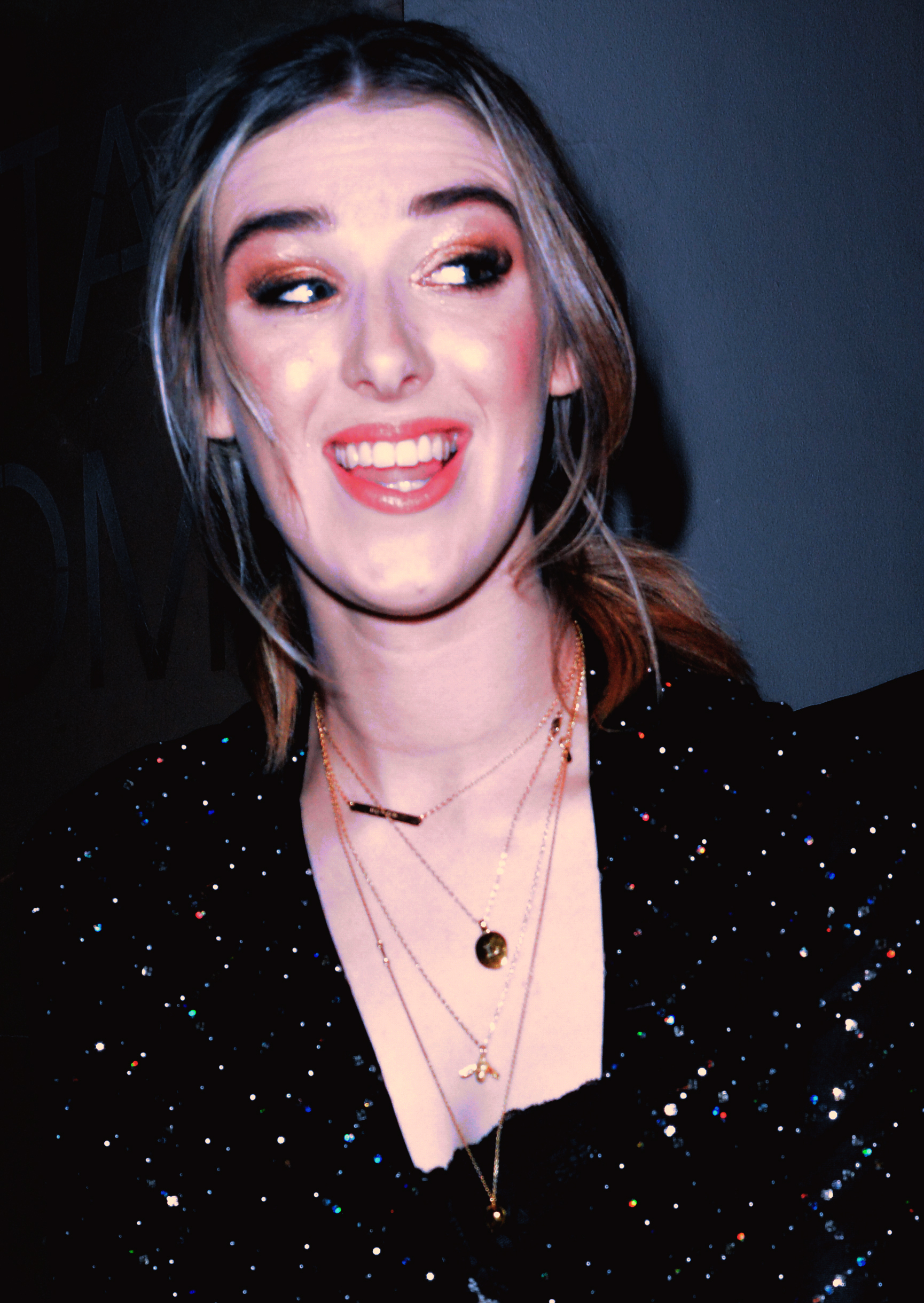
Honor Swinton Byrne (2020)

Honor Swinton Byrne (* 6. Oktober 1997 in London, Vereinigtes Königreich) ist eine britische Schauspielerin.

## Leben
Honor Swinton Byrne wurde als Tochter der Schauspielerin Tilda Swinton und des Schriftstellers John Byrne geboren, wuchs mit ihrem Zwillingsbruder Xavier in den Highlands auf und besuchte eine Waldorfschule.
Ihr Filmdebüt gab sie 2009 in I Am Love von Luca Guadagnino als junge Emma Recchi, während diese Rolle in höherem Alter von ihrer Mutter verkörpert wurde. Ihre erste Filmhauptrolle hatte sie im semi-autobiografischen Film The Souvenir ihrer Patentante Joanna Hogg, der auf dem Sundance Film Festival 2019 Premiere hatte und auf der Berlinale 2019 in der Sektion Panorama gezeigt wurde. Swinton Byrne verkörperte darin die 24-jährige Filmstudentin Julie im London der 1980er-Jahre.
Für ihre Darstellung der Julie wurde sie unter anderem im Rahmen der British Independent Film Awards 2019 in der Kategorie Most Promising Newcomer nominiert und als bester britischer Nachwuchsdarsteller des London Critics’ Circle Film Awards 2020 ausgezeichnet. Die Fortsetzung The Souvenir Part II wurde bei den Internationalen Filmfestspiele von Cannes 2021 in der Sektion Quinzaine des réalisateurs vorgestellt. Tilda Swinton spielte in beiden Filmen die Mutter der Hauptfigur.
Eine weitere Rolle erhielt sie im Flüchtlingsdrama Drift von Anthony Chen mit Cynthia Erivo basierend auf dem Roman Die Gestrandete von Alexander Maksik.

## Filmografie (Auswahl)
- 2009: I Am Love (Io sono l’amore)
- 2019: The Souvenir
- 2021: The Souvenir: Part II
- 2021: Born Again (Kurzfilm)
- 2022: She Always Wins (Kurzfilm)
- 2023: Drift

## Auszeichnungen und Nominierungen
British Independent Film Awards:
- 2019: Nominierung in der Kategorie Bester Newcomer (Most Promising Newcomer) für The Souvenir[5]

London Critics’ Circle Film Award:
- 2020: Auszeichnung in der Kategorie Bester britischer Nachwuchsdarsteller für The Souvenir

Big Screen Awards:
- 2022: Auszeichnung in der Kategorie Breakthrough British Actor für The Souvenir: Part II[7][8]